# جيرالد هايز
جيرالد هايز (بالإنجليزية: Gerald Hayes)‏ هو لاعب كرة قدم أمريكية أمريكي، ولد في 10 أكتوبر 1980 في باترسون في الولايات المتحدة.

## وصلات خارجية
- جيرالد هايز على موقع مرجع كرة القدم المحترفة.كوم (الإنجليزية)